# نیچه هاوس

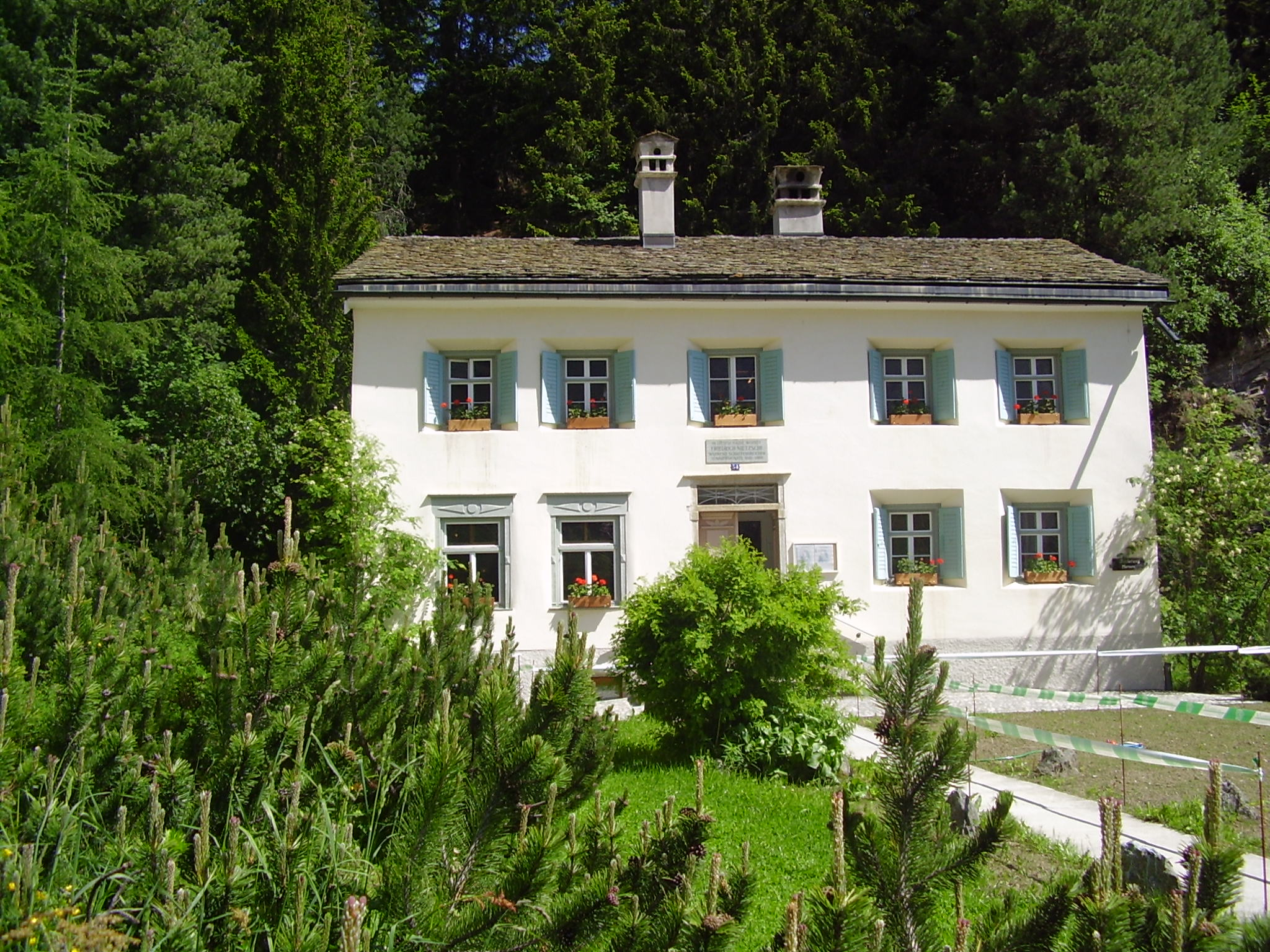
نمایی از نیچه هاوس در ژولای ۲۰۰۸

نیچه هاوس (به آلمانی: Nietzsche-Haus) نام خانه‌ای است که فریدریش نیچه فیلسوف نامدار آلمانی در تابستان سال ۱۸۸۱ و بین سالهای ۱۸۸۳ تا ۱۸۸۸ در آن زندگی کرد و اکنون موزه و کتابخانه آثار نیچه به زبانهای مختلف است. این خانه در منطقه زیلس و در کشور سوئیس قرار دارد.